# Zwijvekebrug
De Zwijvekebrug is een brug over de Oude Dender in de Belgische stad Dendermonde. De brug werd op 13 maart 2020 geplaatst. De Tanneweg, een nieuwe toegangsweg die aangelegd werd om de nieuwe gevangenis van Dendermonde te verbinden met de Gentsesteenweg, loopt over deze brug.

## Naamkeuze
Het Dendermondse stadsbestuur deed een oproep om suggesties voor een naam voor de nieuwe brug in te dienen. Dit leverde 180 namen op. Uiteindelijk werd de naam Zwijvekebrug gekozen, een verwijzing naar het Zwijveke of de Zwijvekekouter, een van de vroegst bewoonde gebieden in Dendermonde, omdat de nieuwe gevangenis gebouwd werd op een terrein op deze kouter.